# Llibret de versos
Llibret de versos és el nom del llibre on es va recopilar la poesia valenciana de Teodor Llorente i Olivares. Va ser publicat en 1885. Durant gran part del segle xx, va ser el llibre amb què aprengueren a llegir en la llengua pròpia un bon nombre de valencians.

## Història
Tot i que els poemes llorentins ja havien estat publicats a almanacs, periòdics i revistes, tant a València com Barcelona, no seria fins a 1884 que no es prepararia una recopilació. Com que era la primera vegada que es recopilava l'obra llorentina, el llibre va ser rebut amb entusiasme. El resultat, Llibret de versos, va recollir trenta-set poemes i anava encapçalat amb una endreça a l'escriptor mallorquí Marià Aguiló i un apartat final on l'autor comentava el motiu de setze dels poemes.
Pel que fa a la composició, Llibret de versos alterna poemes lírics amb altres de temàtica més valencianista, posant únicament la data al peu de pàgina d'aquells poemes amb rerefons nacional.

## Edicions
L'any de portada és 1884, mentre que a l'interior s'indica 1885 com a any de publicació. El Llibret de versos va ser publicat per plecs, i es preveia que estaria enllestit per a maig de 1885, cosa que no va ocórrer. El llibre mai es va posar a la venda, sinó que va ser un obsequi per als subscriptors de Las Provincias.
L'any 1902 va ser reeditat dins de la Biblioteca de Lo Rat Penat, en una segona edició augmentada anomenada Nou Llibret de versos. Publicat amb motiu de l'homenatge que l'Ateneu Mercantil i Lo Rat Penat oferiren a Llorente en 1903, el llibre tampoc va eixir mai a la venda, sinó que va ser repartit de manera gratuïta entre els socis ratpenatistes. Esta edició contava de cinquanta-nou poesies, amb trenta noves i vint-i-nou provinents del Llibret de versos de 1885, que també incloïa altres nou que no foren reeditades. Tot i l'any de portada, realment va ser publicat a mitjans de 1903, poc abans de l'homenatge al poeta.
En 1909 hi hagué una tercera edició, també anomenada Nou Llibret de textos, que inclogué més poesies, un pròleg de Menéndez Pelayo i una nova dedicatòria lírica a Frederic Mistral. Esta edició va coincidir amb la coronació de Llorente a l'Exposició Regional. La tercera edició del Llibret de versos, darrera que es faria en vida de l'autor, tenia el mateix nom i les cinquanta-nou poesies de la segona edició, afegint-ne vint-i-tres de noves. L'endreça a Marià Aguiló es mantè, però apareix al final del llibre. Per motiu desconegut, l'edició de 1909 es presenta com a Segona Edició, sent realment la tercera.
En 1914 Teodor Llorente Falcó va fer una edició en dos volums i amb tretze poemes afegits, que va ser titulada Llibrets de versos. Una cinquena edició amb vint-i-sis poesies més va ser editada en 1936, amb el nom de Poesies Valencianes i el subtítol d'Obres Completes. El total de composicions va ser de cent vint-i-una. Per mor de la Guerra Civil Espanyola, el volum, de 432 pàgines i un preu de 10 pessetes (inferior al del cost del paper durant la postguerra) no va tindre massa difusió.
En 1958 Carles Salvador faria una antologia de poesia llorentiana, i el 1983 Lluís Guarner publicaria unes obres completes amb trezte poesies noves, de les quals una es va descobrir posteriorment que era apòcrifa.